# Wyandotte (Michigan)
Pour les articles homonymes, voir Wyandotte et Wyandotte (Oklahoma).
Wyandotte est une ville située dans l'État américain du Michigan. Elle est une banlieue de Détroit. Sa population en 2010 est de 25 883 habitants.

## Démographie
| Groupe                           | Wyandotte | Michigan | États-Unis |
| -------------------------------- | --------- | -------- | ---------- |
| Blancs                           | 94,7      | 79,0     | 72,4       |
| Métis                            | 1,9       | 2,3      | 2,9        |
| Afro-Américains                  | 1,3       | 14,2     | 12,6       |
| Autres                           | 0,9       | 1,5      | 6,4        |
| Amérindiens                      | 0,7       | 0,6      | 0,9        |
| Asiatiques                       | 0,5       | 2,4      | 4,8        |
| Total                            | 100       | 100      | 100        |
|                                  |           |          |            |
| Hispaniques et Latino-Américains | 5,1       | 4,4      | 16,7       |

Selon l'American Community Survey, pour la période 2011-2015, 93,44 % de la population âgée de plus de 5 ans déclare parler l'anglais à la maison, 2,52 % déclare parler l'espagnol, 1,08 % l'italien, 0,76 % le polonais et 2,20 % une autre langue.

## Personnalités liées à la ville
- Lee Majors, acteur et producteur, est né à Wyandotte en 1939.
- Connie Kreski, mannequin, Playmate de l'Année 1969, est y née aussi en 1946.
- Gary Ray Thompson et Tom Beaudry (AKA Kelly Green), guitariste et chanteur de Frijid Pink.